# Aase Holgersen
Aase Scheltved Holgersen (ur. 31 maja 1906 w Kopenhadze, zm. ?) – duńska florecistka, złota medalistka mistrzostw świata.
Podczas mistrzostw świata w Kopenhadze w 1932 roku (oficjalnie zawody tego cyklu rozgrywane są pod tą nazwą dopiero od 1937) Dunki w składzie Ulla Barding, Aase Holgersen, Inger Klint, Gerda Munck, Grete Olsen i Mitzi With wywalczyły złoty medal we florecie drużynowym. Był to jej jedyny medal zdobyty w zawodach międzynarodowych.
Nigdy nie wzięła udziału w igrzyskach olimpijskich.